# اندیس منگنز (خسرو حیدری)
منگنز (خسرو حیدری) یک اندیس فلزی است که در  استان فارس قرار دارد و مادهٔ معدنی موجود در آن، منگنز است.سنگ میزبان این اندیس شیل و آهک است و دیرینگی آن به دوران اواخر کرتاسه می‌رسد.